# Supercopa de España de voleibol 2016
La Supercopa de España de Voleibol Masculino 2016 fue la XIX edición del torneo. Se disputó a partido único el 7 de diciembre de 2016 en el pabellón Los Planos de Teruel (España).
El campeón de la Superliga y de la Copa del Rey fue el mismo equipo; por lo tanto, en esta edición de la Supercopa se enfrentaron el campeón de ambas competiciones en la temporada 2015/16 (Unicaja Almería) y el subcampeón de la Copa del Rey de la misma temporada (Club Voleibol Teruel).
El Club Voleibol Teruel se impuso por 3-2 al Unicaja Almería adjudicándose el título por quinta vez.

## Participantes
|  | Club Voleibol Teruel | Bandera de Aragón    |  | Campeón de la Copa del Rey de Voleibol (2016) y campeón de la Superliga Masculina de Voleibol de España (2015-16) |
|  | Unicaja Almería      | Bandera de Andalucía |  | Subcampeón de la Copa del Rey de Voleibol (2016)                                                                  |

## Final
| Fecha¹   | Hora  | Equipo 1             | Res.  | Equipo 2        | Set 1 | Set 2 | Set 3 | Set 4 | Set 5 | Total     | Reporte |
| -------- | ----- | -------------------- | ----- | --------------- | ----- | ----- | ----- | ----- | ----- | --------- | ------- |
| 07.12.16 | 20:15 | Club Voleibol Teruel | 3 – 2 | Unicaja Almería | 25-15 | 25-23 | 23-25 | 20-25 | 17-15 | 110 – 103 | P2      |

- (¹) – En Teruel.

| Campeón Supercopa de España 2016 |
| -------------------------------- |
| Club Voleibol Teruel             |
| 5° título                        |